# 임진숙
임진숙(林眞淑, 1964년 ~ )은 대한민국의 KBS광주방송총국의 아나운서이다.

## 학력
- 1979년 ~ 1982년 : 광주여자고등학교
- 1982년 ~ 1986년 : 전남대학교 신문방송학과 졸업

## 경력
- 1985년 ~ : KBS광주방송총국 11기 아나운서

## 현재 진행
- KBS 광주1TV KBS광주 열린마당
- KBS 광주 제1라디오 정오종합뉴스

## 과거 진행

### TV
- KBS 광주1TV 930 뉴스
- KBS 광주1TV 뉴스7

### 라디오
- KBS 광주FM 오후의 풍경과 음악
- KBS 광주FM 내마음의 노래
- KBS 광주 제1라디오 17시 뉴스